# Communauté de communes Nebbiu Conca d’Oro
Die Communauté de communes Nebbiu Conca d’Oro (offizielle Schreibweise: Communauté de communes Nebbiu - Conca d’Oro) ist ein französischer Gemeindeverband mit der Rechtsform einer Communauté de communes im Département Haute-Corse in der Region Korsika. Sie wurde am 20. Dezember 2016 gegründet und umfasst 15 Gemeinden. Der Verwaltungssitz befindet sich im Ort Oletta.

## Historische Entwicklung
Der Gemeindeverband entstand mit Wirkung vom 1. Januar 2017 durch die Fusion der Vorgängerorganisationen Communauté de communes de la Conca d’Oro und Communauté de communes du Nebbiu.

## Mitgliedsgemeinden
| Gemeinde                                  | Einwohner 1. Januar 2022 | Fläche km² | Dichte Einw./km² | Code INSEE | Postleitzahl |
| ----------------------------------------- | ------------------------ | ---------- | ---------------- | ---------- | ------------ |
| Barbaggio                                 | 340                      | 10,86      | 31               | 2B029      | 20253        |
| Farinole                                  | 236                      | 14,76      | 16               | 2B109      | 20253        |
| Murato                                    | 564                      | 20,38      | 28               | 2B172      | 20239        |
| Oletta                                    | 1.816                    | 26,61      | 68               | 2B185      | 20232        |
| Olmeta-di-Tuda                            | 563                      | 17,40      | 32               | 2B188      | 20232        |
| Patrimonio                                | 877                      | 17,46      | 50               | 2B205      | 20253        |
| Piève                                     | 116                      | 19,70      | 6                | 2B230      | 20246        |
| Poggio-d’Oletta                           | 216                      | 16,16      | 13               | 2B239      | 20232        |
| Rapale                                    | 162                      | 10,16      | 16               | 2B257      | 20258        |
| Rutali                                    | 519                      | 17,11      | 30               | 2B265      | 20239        |
| Saint-Florent                             | 1.685                    | 17,98      | 94               | 2B298      | 20217        |
| San-Gavino-di-Tenda                       | 58                       | 50,44      | 1                | 2B301      | 20246        |
| Santo-Pietro-di-Tenda                     | 339                      | 125,66     | 3                | 2B314      | 20217, 20246 |
| Sorio                                     | 129                      | 15,56      | 8                | 2B287      | 20246        |
| Vallecalle                                | 163                      | 6,91       | 24               | 2B333      | 20232        |
| Communauté de communes Nebbiu Conca d’Oro | 7.783                    | 387,15     | 20               | –          | –            |